# Laura
Laura es un nombre propio femenino de origen latino.

## Etimología
La más difundida le atribuye origen latino: laurus (laurel), por metonimia significa triunfadora o victoriosa (coronada con laurel). En griego el nombre equivalente es Daphne que también significa laurel. ya que en la Antigua Grecia, a la gente honorablemente triunfadora o victoriosa se la coronaba con una corona de laureles, tal tradición fue adoptada por los romanos quienes llamaron láurea a la corona de laureles. Existen también hipótesis que relacionan el nombre con el eslavo lavra, que significa monasterio.
En griego el nombre equivalente es Daphne (ambas significan ‘laurel’).

## Santoral
- 22 de enero, por la beata Laura Vicuña.
- 19 de octubre, por Santa Laura de Córdoba.
- 21 de octubre, por Santa Laura Montoya.
- 18 de noviembre, por la beata Teresa María, en el siglo, Laura Cavestany y Anduaga.
- 1 de junio (por Santa Laura, Virgen).
- 21 de julio (por el santo Lorenzo de Brindis, presbítero y doctor de la Iglesia).
- 10 de agosto (por san Lorenzo, diácono y mártir, de origen hispano).

## Variaciones
- Femenino: Laura, Lorena, Lorenza, Laureana, Laurentina, Laurencia.
- Masculino: Lauro, Laureano, Lorenzo, Laurentino.

## Variaciones en otros idiomas
- Lára: Islandés.
- Lara: Turco.
- Laoura (Λάουρα): Griego.
- Laura: Alemán,Castellano, Catalán, Croata, Checo, Danés, Gallego, Inglés, Finlandés, Francés, Neerlandés, Húngaro, Italiano, Lituano, Letón, Noruego, Polaco, Portugués, Rumano, Ruso, Eslovaco, Esloveno, Sueco.
- Laure: Francés.
- Laura: Esloveno.
- Lora: Inglés, Búlgaro.
- Lorna: Inglés.
- Lowri: Galés.

## En la cultura
Laura es una de las protagonistas de la obra Dos musas: Laura-Beatriz (1958), del escritor español Nicolás González Ruiz, quien se inclina por identificar a la amada de Petrarca con Laura de Noves.[cita requerida]

### Laura de Noves, musa de Petrarca
Es el nombre de la mujer celebrada en sus versos por el poeta renacentista italiano Petrarca. Ha habido prolongadas discusiones sobre la verdadera identidad de este personaje. La identificación más generalizada se corresponde a la dama Laura de Noves, aunque otros se inclinan por Laura de Sabrán, Laura de Chibau o Laura Colonna, todas contemporáneas del poeta. Otros autores consideran que el personaje de Laura no corresponde a nadie en particular, sino que es simplemente una idealización de la mujer. También cabría la posibilidad de que Petrarca haya cantado en sus versos a una mujer de nombre distinto y que Laura fuese un nombre poético de artificio que ocultase su verdadera identidad. En puridad, no tiene tanta importancia esa identificación, pues Laura es, ante todo, un personaje literario. Petrarca reinterpretó el nombre como mezcla de las palabras laudare y raverenciare, si juntamos las primeras sílabas de ambas obtenemos el nombre completo.

## Personas
- Laura Azcurra, actriz argentina
- Laura Bozzo, presentadora de televisión y abogada peruanomexicana
- Laura Branigan, cantante estadounidense (1952-2004) †
- Laura Esquivel Valdés, escritora mexicana
- Laura Esquivel, actriz y cantante argentina
- Laura Pausini, cantante italiana
- Laura Ubfal, periodista de espectáculos argentina

- Datos: Q429948
- Multimedia: Laura (given name) / Q429948